# Contea di Tongwei
La contea di Tongwei è una contea della Cina, situata nella provincia del Gansu.